# سلحفاة مهمازية الورك
السلحفاة مهمازية الورك أو السلحفاة المغربية أو السلحفاة اليونانية هي نوع من السلاحف يعيش في الوطن العربي والشرق الأوسط وجنوب وشرق أوروبا. تعد السلحفاة المهمازية واحدةً من أنواع السلاحف البرية الأوروبية الأربعة، وإحدى ثلاثة أنواع من السلاحف البرية في الوطن العربي (إلى جانب السلحفاة المصرية وسلحفاة سوداني)، كما أنَّها تعتبر أكثر سلاحف حوض المتوسط شهرةً وانتشاراً. تعيش هذه السلاحف في مجموعةٍ متنوّعة من البيئات الطبيعية تنتشر عبر قارات العالم القديم الثّلاث، تتراوح من الصحارى القاحلة إلى الغابات، وتُعَدّ حيواناتٍ عاشبة نهاريَّة النشاط. في بعض الأحيان قد تبيت الشتاء، ويأتي موسم التزاوج بعد انتهاء البيات الشتوي مباشرةً، وعادةً ما تضع بيضة واحدةً إلى سبع بيضات، تفقس خلال بضعة أسابيع. تعيش السلحفاة مهمازية الورك لنحو 60 عاماً، ويبلغ طولها بالمتوسّط قرابة 20 سنتيمتراً، وأما وزنها فحوالي الكيلوغرام. وهي تصنف حالياً على القائمة الحمراء كنوعٍ غير محصن، حيث تتعرَّض للخطر نتيجة جمعها للاتّجار بها وتدمير بيئتها الطبيعية.

## التسمية

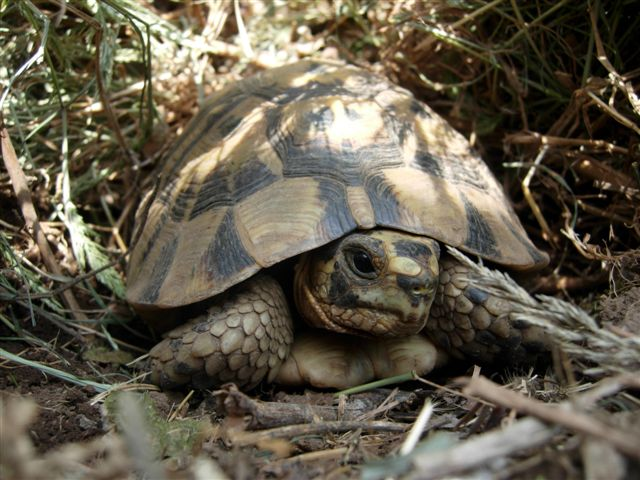
السلحفاة مهمازية الورك في جزيرة سردينيا الإيطالية.

حازت السلحفاة مهمازية الورك اسمها (في اللغة الإنكليزية) لأن لديها نتوءاً مخروطيَّ الشكل عند رؤوس أفخاذها، يشبه في شكله المهماز. والمهماز هو القطعة التي تُثبَّت على مؤخرة جزمة الخيَّال ليضرب بها خيله ويستحثّه على الإسراع، وقد جاء في لسان العرب: «والمِهْمَزُ والمِهْمازُ: حديدة تكون في مؤخر خُف الرائض». كما ويطلق عليها اسم آخر هو «السلحفاة اليونانية»، وقد استمدَّ هذا الاسم من العلامات التي تُميّز صدفتها لا من انتشارها الجغرافي، إلا أنه أصبح شائعاً في الغرب على الرغم من حقيقة أن معظم السلاحف المربَّاة منزلياً في أوروبا استقدمت من تركيا لا من اليونان.

## الانتشار والموطن
تقطن هذه السلاحف منطقة واسعةً تمتد عبر قارات العالم القديم الثلاث، تشمل جانباً كبيراً من سواحل الوطن العربي على المتوسّط ومناطقه الشمالية، بالإضافة إلى بعض البلدان المجاورة في منطقة الشرق الأوسط، وأنحاء واسعة في جنوب وشرق القارة الأوروبية. ويبلغ عرض مساحة انتشارها الجغرافي من شرقه إلى غربه نحو 6,500 كيلومتر، ومن شماله إلى جنوبه 1,600 كم. تقطن جماعة معزولة من هذا النوع جنوب إسبانيا، وتشير التحاليل الوراثية إلا أنها قد استقدمت إلى هناك منذ العصور القديمة من المغرب العربي، كما قد تكون السلحفاة الإيطالية في جزيرتي سردينيا وصقلية هي الأخرى مستقدمة بالأصل من المغرب. وأما في مصر، فقد سبق وأن أبلغ عن وجود النوع بالخطأ، لكن ثبت أنه لا يقطنها على الإطلاق. كما وقد أبلغ بشكلٍ مشابهٍ عن وجود هذه السلاحف في جزر الكناري، إلا أنَّها في هذه الحالة ليست - غالباً - أكثر من سلاحف منزلية جلبت للمتاجرة بها وهربت من غير قصد.

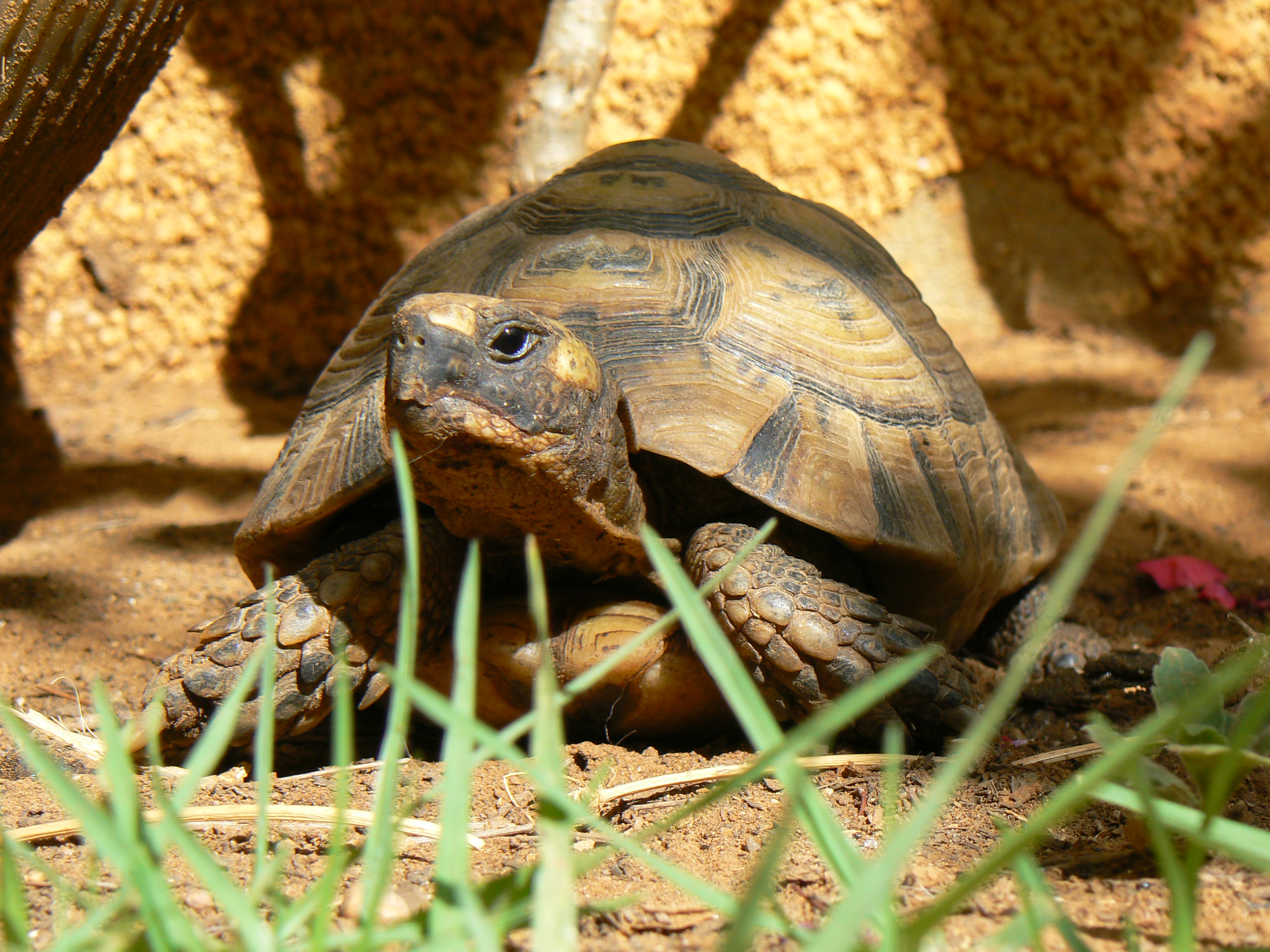
سلحفاة في الجزائر.

البلدان التي تقطنها هذه السلحفاة هي: المغرب (الشمال والغرب) والجزائر (الشمال) وتونس (الشمال والوسط) وليبيا (الشمال الغربي بالإضافة إلى جماعة معزولة بالشمال الشرقي) وفلسطين (شمالاً ووسطاً) والأردن (غرباً) ولبنان وسوريا (شمالاً وغرباً) والعراق (شمالاً) وتركيا وإيران وأذربيجان وأرمينيا (مختلف الأنحاء) وجورجيا (الشمال الغربي) وأفغانستان (محتمل) وتركمانستان (جنوباً) وروسيا (جماعة معزولة عند ساحل البحر الأسود) وأوكرانيا (غير مؤكد بعد) وفرنسا وإسبانيا (جنوباً وفي جزيرة ميورقة) وإيطاليا (في جزيرتي صقلية وسردينيا) ويوغوسلافيا (الجنوب الشرقي) ومقدونيا ورومانيا (شرقاً) وبلغاريا (مختلف الأنحاء) واليونان (الشمال الشرقي).

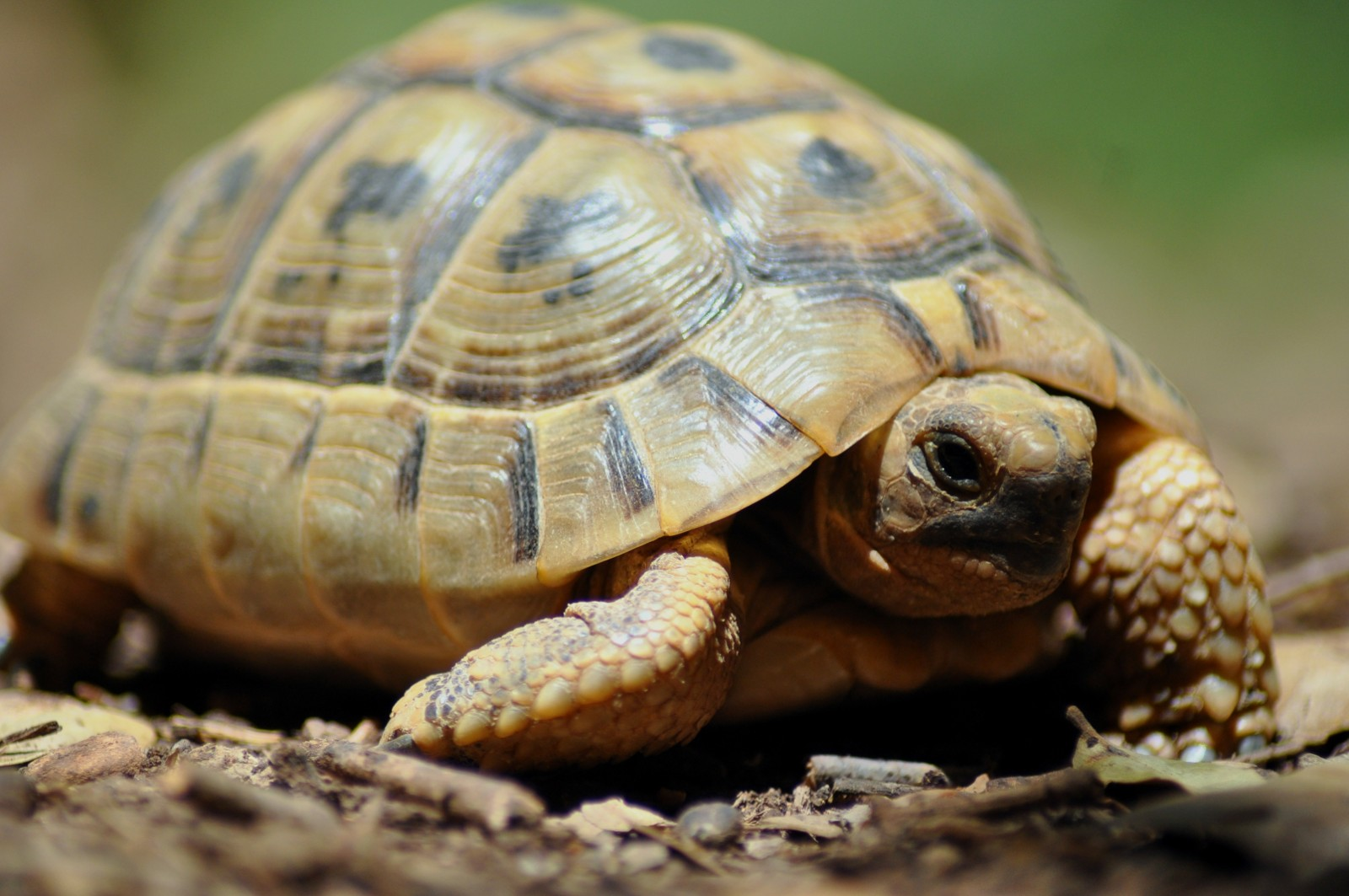
سلحفاة في إسرائيل.

تتفاوت أعداد النوع بشكلٍ كبير بحسب المنطقة الجغرافية. في المغرب كانت أعداد السلاحف وافرةً قبل بضعة عقود، إلا أنَّ جمعها بغرض الاتّجار بها قد أدى إلى انحدار أعدادها بشكلٍ هائل، حيث وصلت هذه التجارة ذروتها في سبعينيات القرن العشرين بواقع نحو 100,000 سلحفاة تصطاد سنوياً. في مطلع الثمانينيات، باتت أعداد السلاحف محدودةً في مناطق عدَّة من البلاد، وقد قُدِّرت نسبة تناقص أعدادها منذ مطلع القرن الماضي وحتى منتصف الثمانينيات بحوالي 90%. تاريخياً، كانت السلحفاة نوعاً شائعاً في تونس أيضاً، إلا أنَّ الاتّجار بها بشكلٍ مماثلٍ قد أدى إلى تناقص أعدادها بصورةٍ كبيرة. في الجزائر، تعد السلحفاة نوعاً شائعاً جداً، أو على الأقل فيما مضى، وقد قدرت أعدادها خلال السبعينيات بنحو 0.1 إلى 10 سلاحف مقابل كلّ إنسانٍ في المنطقة، كما أنَّها شائعة في ليبيا بمنطقة الجبل الأخضر، ولا تتوفَّر معلوماتٌ كافيةٌ عن حالتها في منطقة طرابلس. في جنوب أوروبا، لا تزال حالة السلحفاة مستقرَّة، ما عدى جنوب غرب إسبانيا وجزيرة ميورقة حيث يواجه النوع انحداراً مستمراً، كما يواجه انحداراً مماثلاً في دول القوقاز.
تقطن هذه السلاحف مجموعةً متنوّعة للغاية من البيئات الطبيعية، حيث تتراوح مُعدَّلات هطول الأمطار في مناطق تواجدها من أقلَّ من 116 ملم في العام إلى أكثر من 1092 ملم، وتتراوح الارتفاعات التي تتواجد فيها من مستوى البحر إلى 2,700 متر فوقه. بشكلٍ عام، تفضّل هذه السلاحف البيئات الجافَّة الصَّحراوية أو شبه الجافة، وهي تعيش في مناطق مختلفةٍ تشمل الصَّحارى والمروج والمراعي العشبية والأحراش والغابات. في المقابل، فإنَّها تكره البيئات المالحة والصخرية. تعيش الجماعات المغاربية من السلحفاة ببيئات شبه جافة من الأحراش والمروج العشبية في جبال أطلس، على ارتفاع نحو 1,900 متر فوق مستوى البحر، ويمكن أن تتواجد أيضاً في المناطق الساحلية فوق الكثبان الرملية وفي المستنقعات والغابات الصنوبرية والأحراش الصخرية. وأما الجماعات المشرقية والأوروبية فإنها تقطن الجبال والهضاب التي ترتفع حتى 2,700 متر فوق مستوى البحر، وغالباً يكون ذلك في السهول المفتوحة الجافة والمناطق الجبلية القاحلة التي تنمو فيها النباتات الشوكية والأشجار والأعشاب شبه الصحراوية. ويمكن أن تتواجد هذه السلاحف في شرق أوروبا حتى ارتفاع 1,300 متر فوق مستوى البحر.

## الوصف

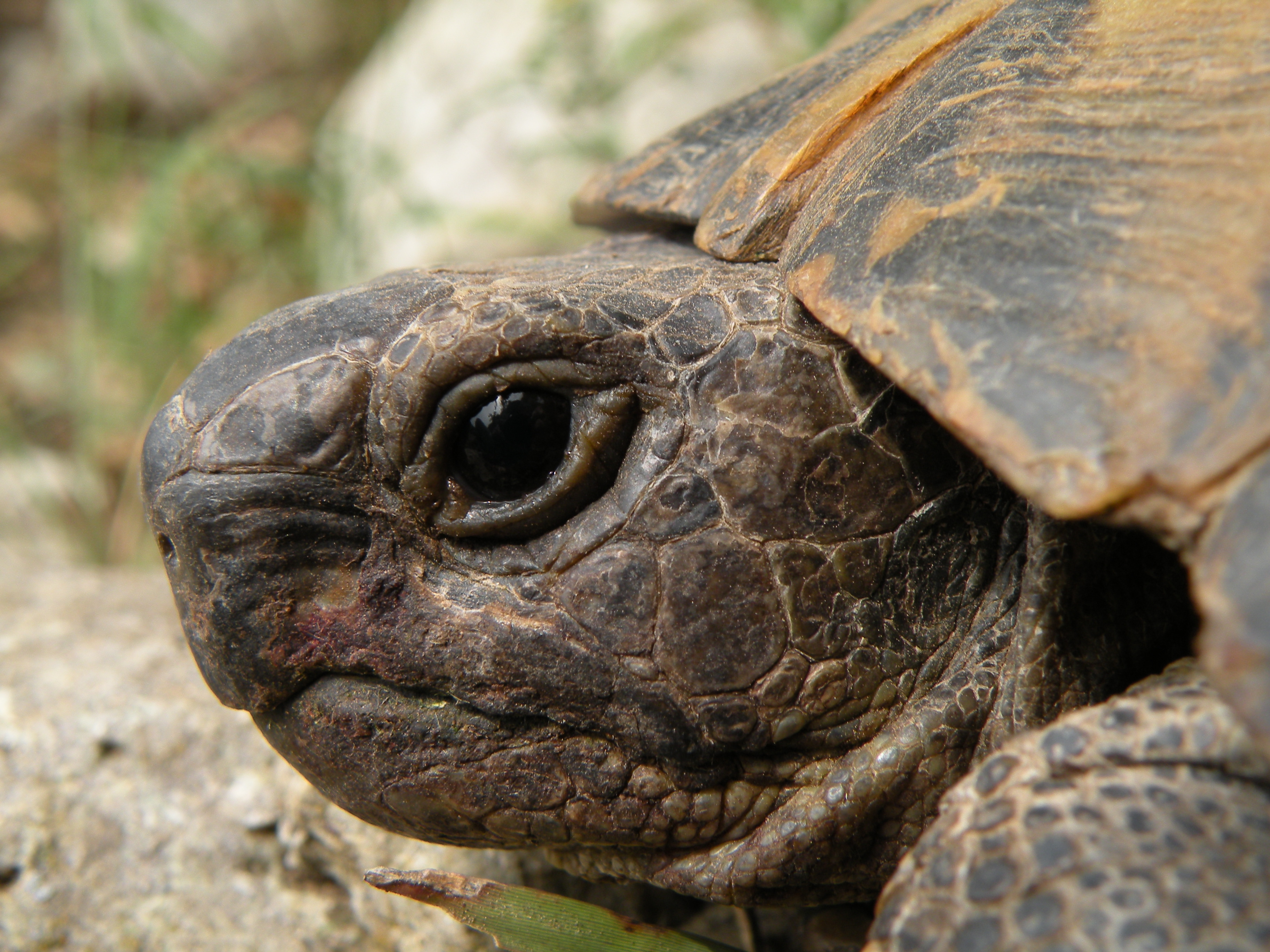
رأس سلحفاة برية.

السلحفاة مهمازية الورك هي سلحفاة برية متوسطة الحجم. يتراوح طول الذكور من 17.5 إلى 20 سنتيمتراً، والإناث من 22.5 إلى 30 سنتيمتراً. أظهرت دراسات وقياسات السلاحف مهمازية الورك، أن أحجامها عموماً تزداد مع الاتّجاه شرقاً وشمالاً، فعلى سبيل المثال، يبلغ متوسّط طول السلحفاة في بعض أنحاء المغرب 12.5 سم فحسب، بينما في وسط تركيا يبلغ 21.1 سم، وقد بلغ أقصى حجمٍ مسجل محلياً لسلحفاة من هذا النوع 15.5 مقابل 24.6 سم في المنطقتين السابقتين على التوالي. وقد سُجِّلت إحدى أضخم السلاحف مهمازية الورك المعروفة في أقصى شمال الانتشار الجغرافي للنوع، وذلك في جبال ماجين شرق رومانيا، حيث كان ذكراً عجوزاً بلغ طوله 37.5 سم، وقُدّر وزنه بنحو 4.8 كلغم، وعثر عليه في منتصف عام 2009. كما سُجِّلت في بلغاريا عام 1997 سلحفاةٌ ضخمة جداً بطول 38.9 سم وبوزن 5.8 كلغم.

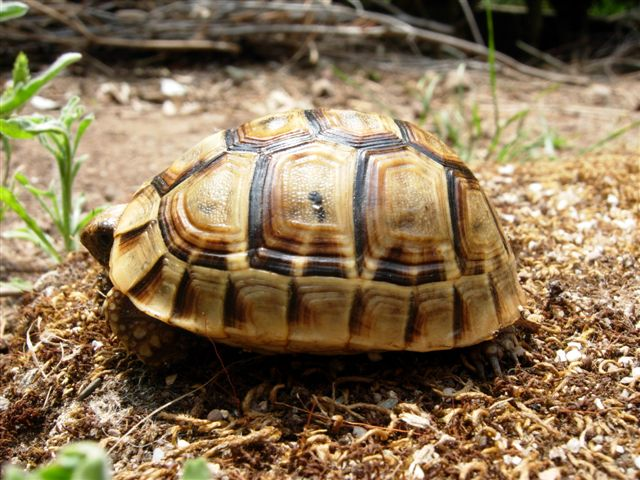
صدفة السلحفاة.

ترتفع الصدفة من وسطها ارتفاعاً كبيراً مثل القبَّة، ويتراوح لون سطحها من الأصفر الأسمر المُصفَّر المُبقَّع بالأسود أو البني الغامق إلى الرمادي أو الأسود الصَّرف، وأما جانبها الداخلي فيمكن أن يكون لونه بين الأصفر والأصفر المُخضَرّ أو بنياً أو رمادياً تشوبه علامات سوداء أو بنية غامقة، وتوجد على حوافّها السفلية دوائر سوداء صغيرة. أما فيما يتعلَّق بالجسم، فإن لون الرقبة والأرجل والذيل يترواح من البني المصفر إلى الرمادي، والرأس من الأصفر إلى البني أو الرمادي أو الأسود مع أو بدون بقع. تميل السلاحف اليافعة إلى أن تكون ألوانها أفتح وأفقع من تلك البالغة.
لا توجد معالم بارزة على وجه السلحفاة، وأما الذيل فهو قصير عند الإناث وطويل عند الذكور مع نهاية مدبَّبة، وإن لم يكن ينتهي بشوكة أو ما شابه كما في بعض الأنواع. عادةً ما يكون لصدفتها نتوءٌ صغيرٌ فوق الذيل، ولا تكون للذيل تلك الحرشفة الكبيرة في نهايته التي توجد عند بعض أنواع السلاحف الأخرى. ولهذه السلحفاة خمسة مخالب في كل قدمٍ من أقدامها الأمامية، وأربع في الخلفية، كما من المعتاد أن تكون حراشف أرجلها الأمامية أخشن من تلك الخلفية. وعندما تتقدَّم بالعمر قد يصبح سطح صدفتها أكثر بروزاً.

## التصنيف

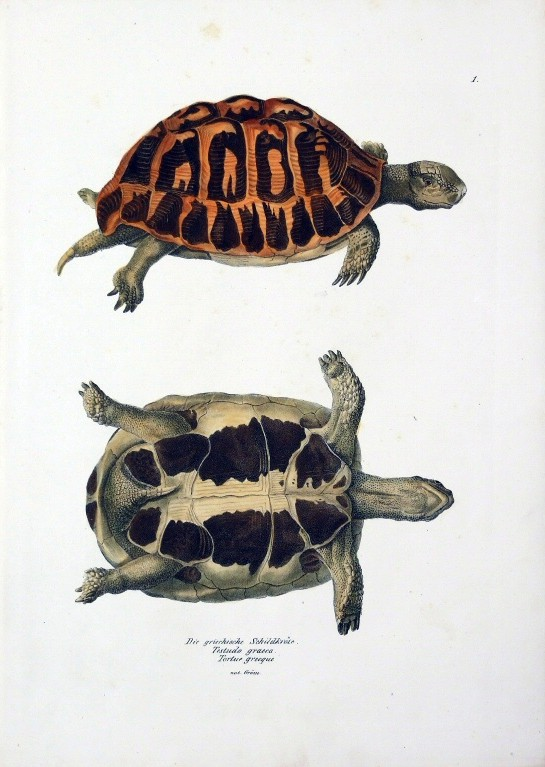
رسم لهينريك رودولف شينز للسلحفاة من عام 1836.

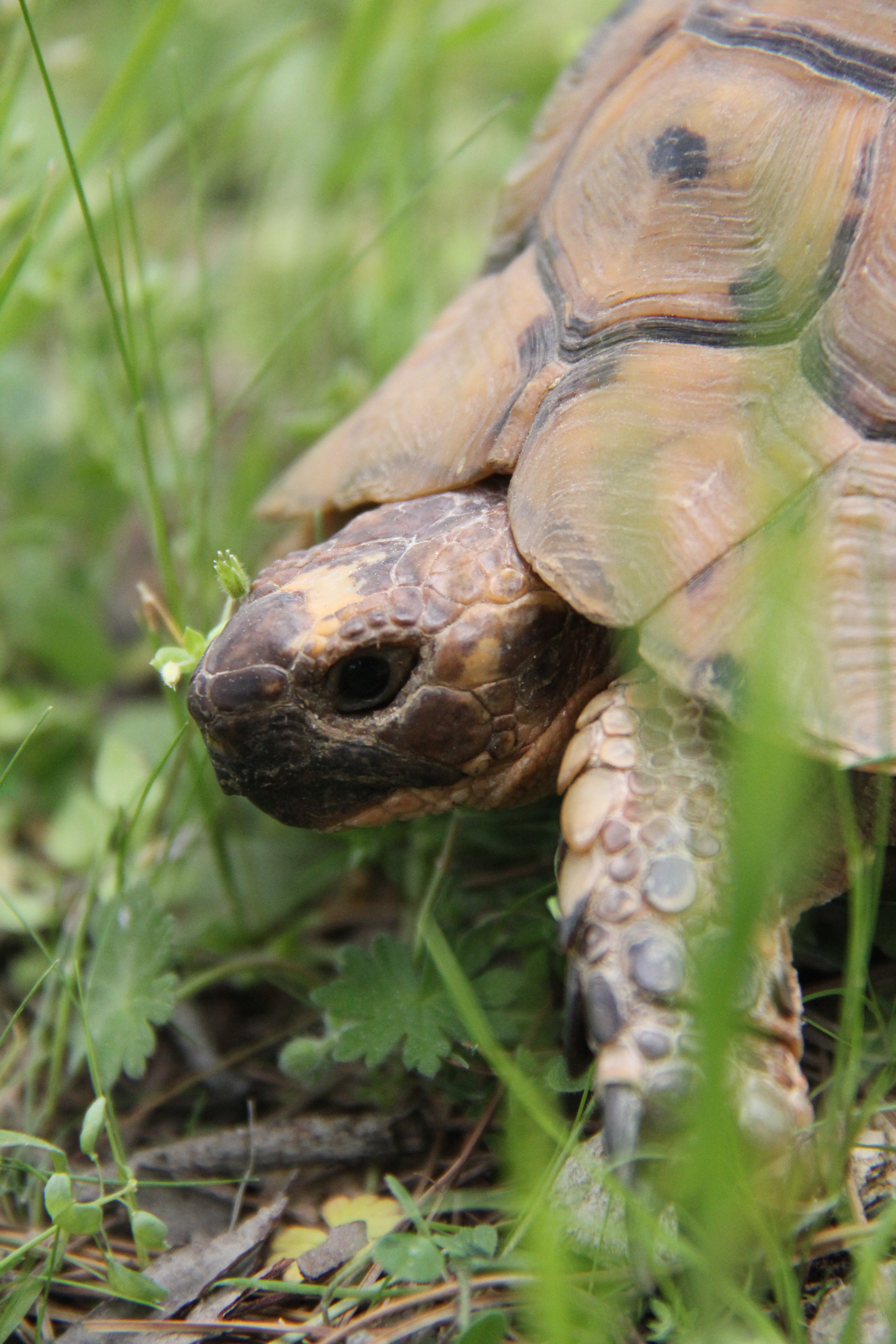
سلحفاة في محمية دبين بالأردن.

تعد السلحفاة مهمازية الورك واحدةً من بين ثمانية أنواعٍ تتبع جنس السلحفاة (تيستودو)، ويضم نوعها بدوره عدداً من تحت الأنواع. إلا أنَّ الحالة التصنيفية لهذه السلحفاة لا زالت موضع جدلٍ كبير، إذ إن هناك فروقاتٍ كبيرة بين جماعاتها المختلفة، على سبيل المثال، بين جماعاتها في الشام وتلك في تونس أو المغرب. في الوقت الحالي، يعتبر بعض العلماء أن أصنوفة السلحفاة مهمازية الورك ليست بالواقع إلا مجموعةً من الأنواع المختلفة عن بعضها البعض الموضوعة خطأً تحت لواء نوعٍ واحد، إلا أنَّ حالتها التصنيفية لا زالت غير واضحةٍ ولم تؤل إلى قرارٍ نهائي. بالفعل، قام بعض المؤلفين بتصنيف تحت أنواعٍ لهذه السلحفاة على أنها أنواع مستقلَّة، مثل "T. g. cyrenaica" (البرقاوي) و"T. g. soussensis" (الصحراوي). من جهة أخرى، يعترض علماء آخرون على فصل النوع إلى أنواعٍ عدة عبر تقديم حجج مضادة، ولذا فإنَّ المسألة تبقى حالياً دون إجماعٍ علميّ.
كان أول من أنشأ تحت نوع "T. g. Ibera" من السلاحف مهمازية الورك العالم بالاس في عام 1814، الذي عرَّف منطقة انتشاره الجغرافيّ بأنها تشمل جنوب شرق أوروبا وغرب آسيا (متضمَّناً آسيا الصغرى والقوقاز)، أي معظم النطاق الشرقيّ من منطقة انتشار السلحفاة. ووافقه على هذا من بعده علماء آخرون. لكن وفي عام 1987، رفع الأحيائي بور تحت النوع إلى مرتبة نوعٍ مستقلٍّ باسم "Testudo Ibera"، على أن يضمَّ جماعات السلحفاة في منطقة القوقاز. على الرغم من ذلك، فإنَّ مراجعةً تصنيفية حديثةً عمل عليها فريتز وهافاز ونشرت عام 2007 أعادت تصنيفه كمُجرَّد تحت نوعٍ من السُّلحفاة مهمازية الورك مع منحه اسمه القديم ذاته، الذي كان قد أطلقه عليه بالاس قبل قرنين، ولا زال الأمر حالياً موضع دراسةٍ وجدل.

### التطور

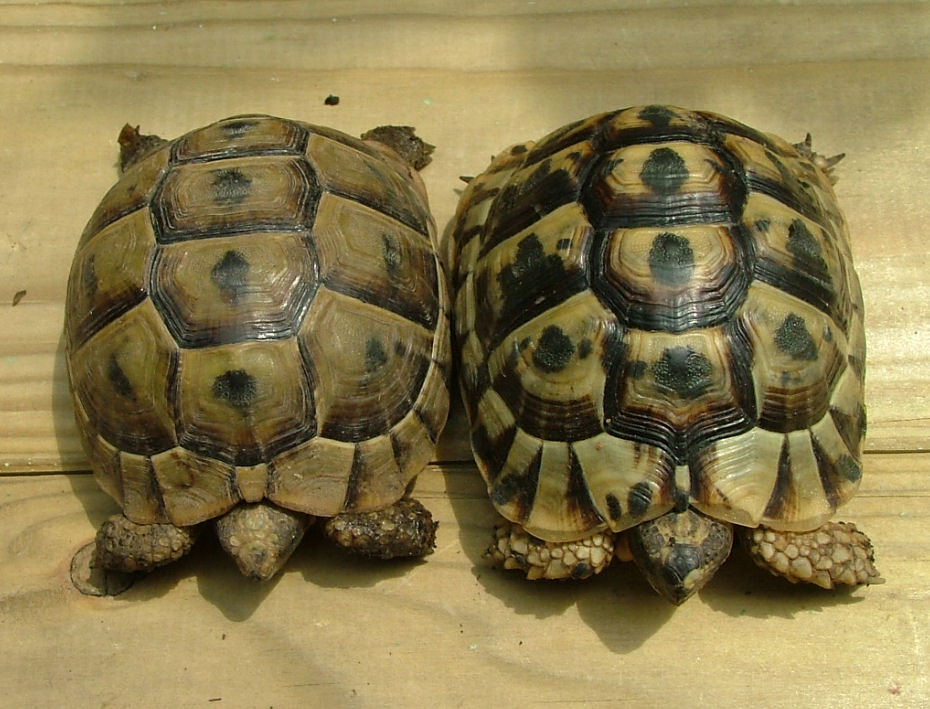
مقارنة بين سلحفاتين من تحت نوعي "T. g. graeca" (يمين) و"T. g. ibera" (يسار).

أظهرت الدراسات الوراثية الحديثة أن جماعات السلحفاة مهمازية الورك في أنحاء العالم تنقسم حالياً إلى ست فروعٍ جينية أساسية، انفصلت عن بعضها البعض قبل 4.2 إلى 1.8 مليون سنة من الآن. تتواجد خمسةٌ من هذه الفروع الستّ في منطقتي القوقاز والشرق الأوسط، وأما الفرع الأخير فهو يُمثِّل جماعات المغرب العربي، بالإضافة إلى الجماعات المنعزلة في جنوب أوروبا وبعض جزر البحر المتوسّط التي ثبت مؤخراً أنها منحدرةٌ من الجماعات المغاربية نفسها. ويتوافق هذا التقسيم الجديد القائم على علم الوراثة مع نتائج مقارنات الشكل والتشريح السابقة، التي كانت قد قُسِّمت على أساسها تحت الأنواع المعروفة التابعة لهذه السحلفاة. من جهةٍ أخرى، أظهرت دراسة أجريت في عام 2005 أنَّ تحت نوعي "T. g. graeca" في شمال أفريقيا و"T. g. ibera" في شرق أوروبا وغربيّ آسيا متمايزان عن بعضهما وراثياً، وأنَّهما قد انفصلا عن بعضهما البعض خلال مطلع أو منتصف عصر البلستوسين. كما توصَّلت إلى أن لسلالة السلحفاة فرعين جينيَّين أساسيَّين: واحد في المغرب العربي، والآخر في المشرق وتركيا وشرق أوروبا. على هذا الأساس، سيكون الدليل الوراثي على وجود تحت الأنواع الـ15 المقترحة لهذه السلحفاة ضعيفاً، وقد تنقسم بالواقع - على أساسٍ وراثي - إلى تحت نوعين أو بضعة أنواعٍ فقط. إلا أنَّ الدراسات الوراثية لهذا النوع لا زالت قاصرةً وغير كافية لمعرفته جيداً، خصوصاً في منطقة الشرق الأوسط حيث لا تتوفَّر سوى معلومات شحيحةٍ عنه، وبشكلٍ أخصّ في جمهورية إيران. عُرِفَت السلحفاة مهمازية الورك في رومانيا منذ العصر الحجري الحديث الأوسط، في خلال عهد ثقافة هامانجيا (من 4,200 إلى 3,700 ق.م.)، حيث كان سكان المنطقة آنذاك يأكلون هذه السلاحف أحياناً.

### تحت الأنواع
فيما يلي قائمةٌ بتحت الأنواع المسجلة حالياً للسلحفاة مهمازية الورك ومناطق تواجدها، مع ضرورة ملاحظة أن حالة الكثير منها لا زالت خلافية، حيث يرى بعض العلماء أنها ترقى إلى مرتبة أنواعٍ مستقلّة:
| - T. g. graeca (المغرب العربي وجنوب إسبانيا). - T. g. soussensis (جنوب المغرب). - T. g. marokkensis (شمال المغرب). - T. g. whitei (الجزائر). - T. g. cyrenaica (برقة شرق ليبيا). - T. g. nabeulensis (تونس وطرابلس الغرب بليبيا). - T. g. ibera (شرق أوروبا والقوقاز وتركيا). - T. g. armeniaca (أرمينيا). - T. g. anamurensis (جنوب تركيا). | - T. g. perses (كافة إيران وجنوب شرق تركيا). - T. g. pallasi (شمال وغرب القوقاز). - T. g. antakyensis (أنطاكيا في تركيا وشمال إسرائيل وشمال غرب الأردن). - T. g. floweri (ساحل الشام في لبنان وإسرائيل). - T. g. terrestris (شمال العراق وسوريا). - T. g. zarudnyi (شرق إيران). - T. g. buxtoni (شمال إيران، ساحل البحر الأسود). - T. g. nikolskii (جنوب روسيا، ساحل البحر الأسود). |

## السلوك والحياة
تولد السلاحف مهمازية الورك بطول 3 سنتيمتراتٍ إلى 3.5، وتصل مرحلة النضج الجنسي عند سنّ السبعة إلى ثمانية أعوامٍ للذكور، والتسعة إلى عشرة أعوامٍ للإناث. وهي تعيش حتى تبلغ من العمر نحو 60 عاماً.

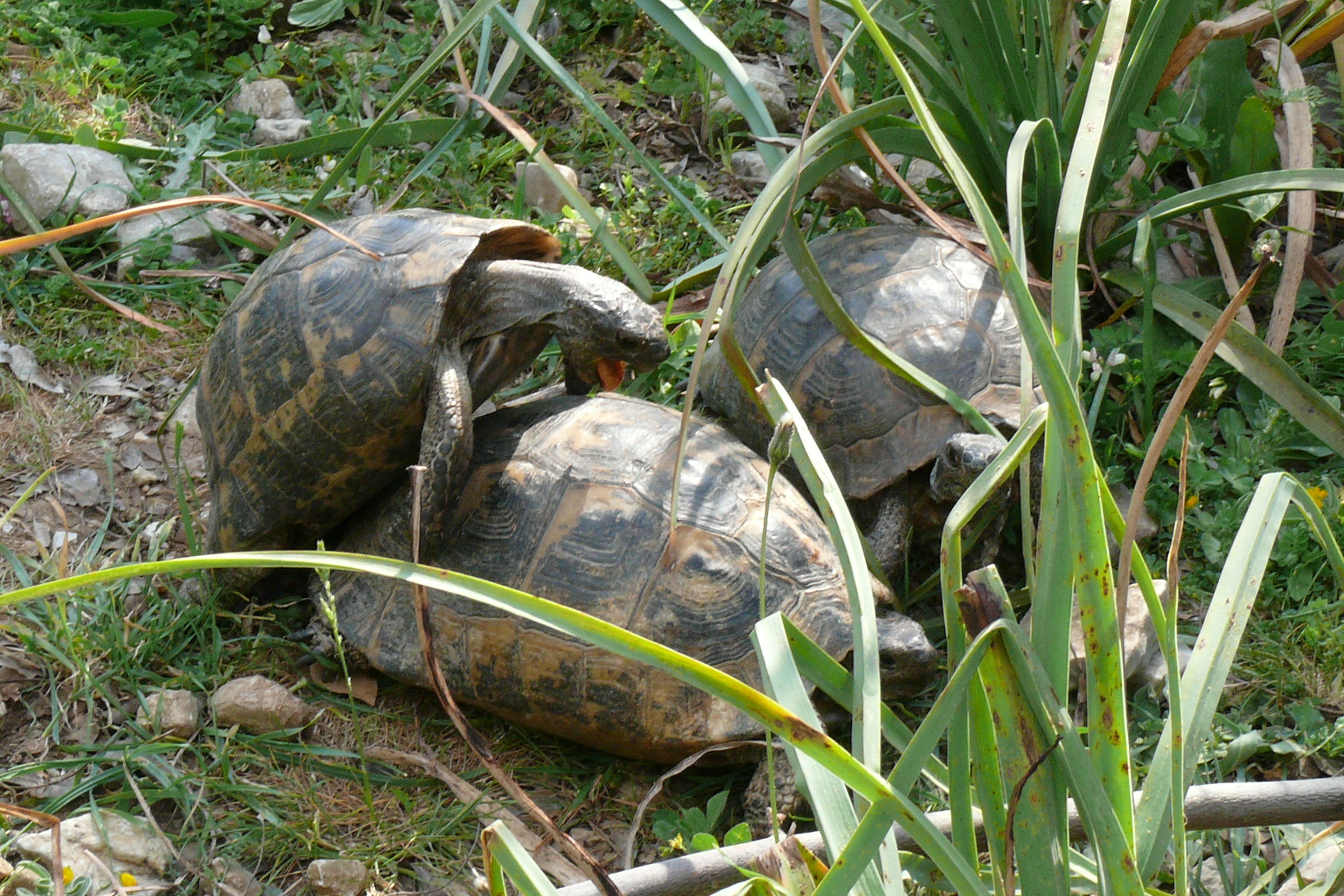
زوجان في ليقيا جنوب تركيا.

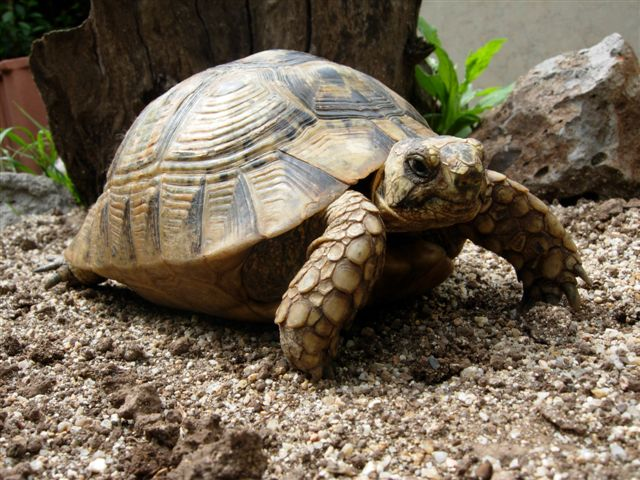
صغير حديث العهد.

تختلف مواعيد تكاثر السلحفاة مهمازية الورك إلى حد كبير وفق موقعها الجغرافي وطبيعته. في المغرب العربي، الغالب هو أن يكون التزاوج بين شهري أبريل ومايو، ثم مرة أخرى في فصل الخريف، ويكون حضن البيض في مايو ويونيو. وأما في المشرق وجنوب أوروبا فيكون ذلك غالباً في مايو أو يونيو، إلا أنه قد يحدث أيضاً في أيّ وقتٍ بين أبريل ويوليو. يكون التزاوج في خلال فترةٍ النهار، وغالباً ما تلجأ السلاحف أثناءه إلى مناطق مخبأة غير مكشوفة، فتذهب إلى أسفل الأشجار أو وراء الشجيرات الكثيفة والأحجار الكبيرة. في خلال المرحلة الأولى من التزاوج، يقوم الذكر بالقفز على الأنثى بينما تحاول هي الهرب منه، ويقوم خلالها الذكر بعضّ أرجلها ورأسها ورقبتها باستمرار. بعدها تربض الأنثى في مكانٍ ما بلا حراك بانتظار حصول التزاوج، وبعدها يستريح الزوجان بجانب بعضهما لفترة. قد يحدث الحمل أكثر من مرة في كل موسم تزاوج، حيث يمكن أن تحمل كل أنثى مرة إلى أربع مرات في الموسم الواحد. في كل مرة، تضع الأنثى ما يتراوح من بيضة واحدة إلى سبع بيوض، بمتوسط ثلاثة أو أربعة، إلا أن السلحفاة الجزائرية الكبيرة من تحت نوع "T. g. whitei" قد تضع حتى 12 إلى 14 بيضة في كل مرة. يبلغ حجم البيضة الواحدة 33-48 في 23-49 ملليمتراً، وتكون أشكالها أحياناً دائريَّة تقريباً، وتأخذ البيوض شهرين ونصفاً إلى أربعة شهورٍ حتى تفقس.

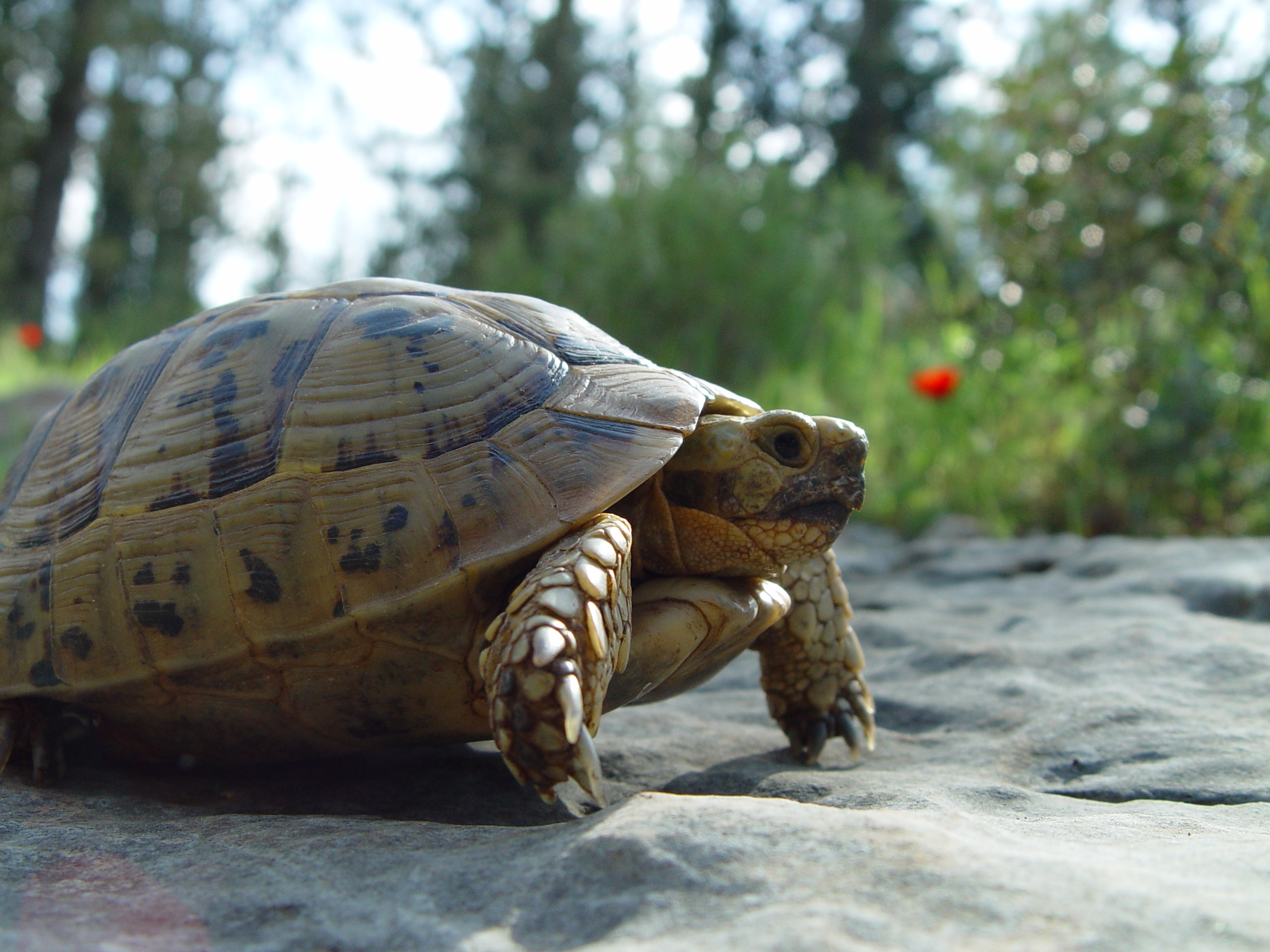
سلحفاة في إسرائيل.

عندما تفقس السلاحف الصَّغيرة تواجه أخطاراً كبيرة، وتكون معرَّضة كثيراً للافتراس، ومن أبرز مفترسيها الخنازير البرية والطيور (مثل الغربان)، كما تواجه قبل أن تفقس خطر آكلي البيوض مثل الأفاعي وبعض أنواع السحالي. وأما السلاحف البالغة، فإنَّ من أبرز مفترسيها النسور وبعض أنواع الثدييات.
بالاعتماد على الموقع الجغرافي للسلحفاة مهمازية الورك، من المحتمل أن تبيت الشتاء أو تسبت الصيف، وتلجأ خلال تلك المُدَّة إلى دفن نفسها لعدة سنتيمترات تحت الأغصان والأوراق الجافَّة اتّقاءً للبرودة. تعد هذه السلحفاة بشكلٍ أساسيّ حيواناً عاشباً وتتغذى على أنواعٍ عديدة من النباتات والحشائش عريضة الأوراق والبراعم والأزهار والبذور والثمار، إلا أنَّها قد تتغذَّى أيضاً على بعض الحيوانات اللّا فقارية صغيرة الحجم مثل الحشرات والحلازين ومفصليات الأرجل أو حتى الجيف. غالباً ما تنشط نهاراً عند الصباح الباكر وبعد العصر. يبلغ حجم منطقة السلحفاة في العادة نحو الهكتارين للذكور، والهكتار للإناث، لكن في المشرق قد تصل كثافتها السكانية أحياناً إلى 10 سلاحف في كل هكتار.

## التهديدات والحماية

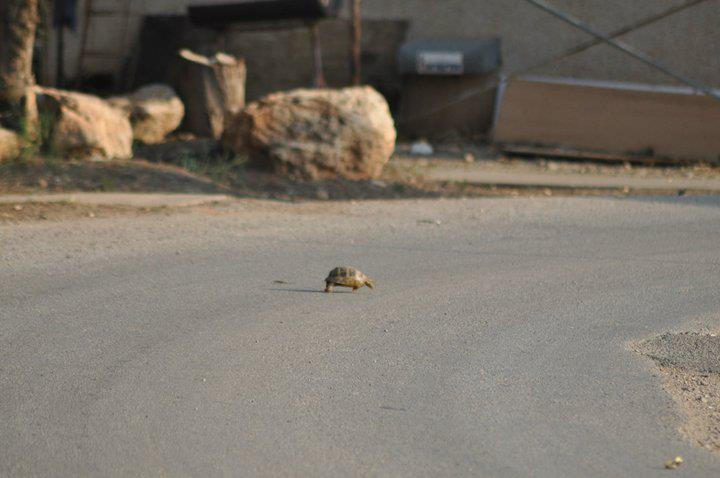
من بين الأخطار التي تواجهها السلاحف الدهس على الطرقات السريعة.

يصنف الاتحاد العالمي للحفاظ على الطبيعة في الوقت الحاليّ هذا النوع من السلاحف على قائمته الحمراء كنوعٍ غير محصن، أي أنه قد يكون معرَّضاً لخطر الانقراض إذا ما لم تُؤمَّن له الحماية اللازمة عمَّا قريب. تواجه السلاحف مهمازية الورك أخطاراً كبيرةً تهدّد بقاءها وتتسبَّب بتناقص أعدادها باستمرار، وذلك بسبب الأنشطة البشرية الزراعية والصناعية. ويعد تدمير البيئة الطبيعية الناتج عن الأنشطة البشرية المختلفة والجمع من البرية للبيع كسلاحف منزلية بعض أبرز هذه التهديدات. قرب المناطق الزراعية البشرية، من الشَّائع أن تُقتَل هذه السلاحف في خلال أعمال الزراعة والحصاد على أيدي الآلات الزراعية، وكثيراً ما يمكن العثور على أصدافها المحطمة، وإن نجت فإنها غالباً ما تصاب بجروح بليغة. كما أن العادة الممارسة في بعض مناطق تواجدها بحرق الأشجار لتوفير مراعٍ للماشية، كثيراً ما تتسبَّب بقتلها حرقاً بالنيران أو تترك حروقاً بالغةً على أصدافها. ومن المُعتَاد في بعض المناطق أن تقتل السلاحف دهساً على الطرق السريعة بعجلات السيارات. تشكل المواد الكيميائية التي يستعملها المزارعون للقضاء على الآفات تهديداً كبيراً آخر، كما أنَّ حيوانات الماشية التي يُربّيها المزارعون غالباً ما تنافسها على مصادر الغذاء الطبيعية. فصلاً عن ذلك، تمثل ظاهرة الاحتباس الحراري العالمية خطراً على هذه السلاحف، فمع ارتفاع درجات الحرارة يقلّ نشاطها، ولأنها بحاجةٍ إلى الطاقة للحصول على الغذاء اللازم لنموّها خصوصاً في مراحل النموّ المبكِّرة فإنَّ ارتفاع الحرارة يُهدّد بقاءها. في بعض الأماكن، تتعرَّض السلاحف وبيضها للصَّيد بغرض الأكل أو توفير الطعام للخنازير والمزارع السمكية.

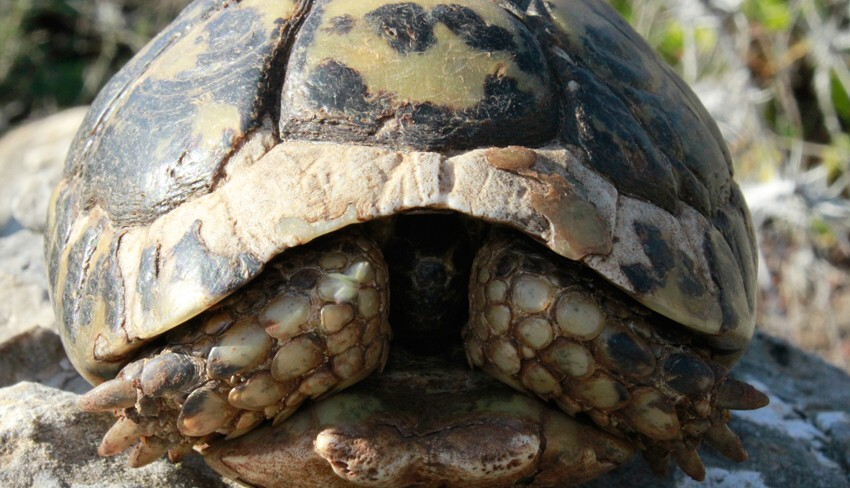
من الشائع أن تُؤخذ السلاحف من بيئتها الطبيعية لأجل الاتّجار بها.

من أكبر الأخطار التي تواجهها السلحفاة مهمازية الورك عادةُ صيدها وجمعها للمتاجرة بها كسلاحف منزلية تُربَّى مثل الحيوانات الأليفة، حيث أنَّها إحدى أكثر السلاحف المنزلية رواجاً في أوروبا والدول الغربية. ففي المغرب على سبيل المثال، كانت أعداد السلاحف وافرةً قبل بضعة عقود، إلا أنَّ جمعها بغرض الاتّجار بها قد أدى إلى انحدار أعدادها بشكلٍ هائل، حيث وصلت هذه التجارة ذروتها في سبعينيات القرن العشرين بواقع نحو 100,000 سلحفاة كانت تُصطَاد سنوياً. في مطلع الثمانينيات، باتت أعدادها محدودةً في مناطق عدَّة من البلاد، وقد قُدِّرت نسبة تناقص أعدادها منذ مطلع القرن الماضي وحتى منتصف الثمانينيات بحوالي 90%. تاريخياً، كانت السلحفاة نوعاً شائعاً في تونس أيضاً، إلا أنَّ الاتّجار بها بشكلٍ مماثلٍ قد أدى إلى تناقص أعدادها بصورةٍ كبيرة. بشكلٍ عام، كانت أكثر البلدان التي تأثَّرت السلاحف فيها بظاهرة الاتّجار هذه المغربَ والجزائر. كما وقد استمعلت أصداف السلاحف لصناعة تذكارات للسيُّاح الأجانب في المغرب.
من جهةٍ أخرى، فإنّ ثمة جهوداً جاريةً لحماية هذا النوع. فالسلحفاة مهمازية الورك تعد نوعاً محمياً في كافّة أنحاء رومانيا. وفي الاتحاد الأوروبي، يشمل الملحق "A" من المرسوم رقم 318/2008 - القاضي بتعديل المرسوم 338/97 لحماية الحياة الحيوانية والنباتية - هذه السلحفاة، ويقضي بتنظيم وضبط تجارتها من أجل حمايتها منذ عام 1984، حيث لا يُسمَح باستيرادها إلى دول الاتّحاد الأوروبي ما لم تكن مُربَّاةً في الأسر، لا مأخوذةً من البرية، وذلك يمنع صيدها للمتاجرة بها. كما أنَّ اتفاقية التجارة الدولية بالأنواع المهددة بالانقراض من الحيوانات والنباتات البرية تُقِرُّ في ملحقها رقم اثنين قوانيناً لحماية السلحفاة. وفي المغرب، يحمي القانون السلحفاة ويحظر جمعها وصيدها لأغراض الاتّجار بها منذ عام 1978.

## في الثقافة الإنسانية

لوحة مدرب السلحفاة للرسام التركي عثمان حمدي بيك تبرز سلاحف مهمازية الورك.

تعد السلحفاة مهمازية الورك أكثر سلاحف حوض المتوسط شهرة، وهي من أكثر السلاحف المنزلية شيوعاً في المملكة المتحدة، فهي تحظى بسمعةٍ كبيرةٍ بسبب سهولة العناية بها، حيث يمكنها قضاء الوقت خارج المنزل في أيام الصيف، والبيات طوال الشتاء، بحيث لا تتطلب الكثير من الرعاية والاهتمام. كانت هذه السلحفاة في وقتٍ من الأوقات أبرز سلحفاةٍ منزلية على مستوى أوروبا كلّها، ولا زالت حتى اليوم تكتسب سمعةً وانتشاراً كبيرين، ويتم بيعها في الكثير من أسواق الحيوانات الغربية. كانت قد استقدمت السلاحف من هذا النوع إلى بريطانيا بالآلاف في خمسينيات وستينيات القرن العشرين، إلا إن الكثير منها ماتت نتيجة قلَّة الخبرة في العناية، لكن الآن أصبح يهتمُّ بمراقبة تجارتها قسم البيئة والغذاء والشؤون الريفية (بالإنجليزية: Defra)، وأصبح يتطلَّب بيعها الحصول على إذنٍ بحسب اتفاقية التجارة الدولية بالأنواع المهددة بالانقراض من الحيوانات والنباتات (سايتس). عند تربية السلحفاة مهمازية الورك، يفضل أن يبلغ حجم قفص الصغيرة منها 60 في 90 سنتيمتراً، ويجب تكبيره تدريجياً مع نموّ السلحفاة، فلواحدة بالغةٍ يجب أن يكون حجمه على الأقل 60 في 120 سنتيمتراً.

## كتب
- Boulenger, 1921 : Description of a new land-tortoise from northern Persia. Journal of the Bombay Natural History Society, vol. 27, ص. 251–252

(نص كامل).
- Chkhikvadze & Bakradse, 1991 : On the systematic position of the Recent land turtle from the Araxes Valley. Proceedings of Tbilisi University, no 305,ص. 59–63

(نص كامل).
- Forskål, 1775 : Descriptiones Animalium: Avium, Amphibiorum, Piscium, Insectorum, Vermium; quae in Itinere Orientali Observavit. Post mortem auctoris edidit Carsten Niebuhr Hauniae [Copenhagen]: Mölleri, ص. 1-164

(نص كامل).
- Highfield, 1990 : Tortoises of North Africa; taxonomy, nomenclature, phylogeny and evolution with notes on field studies in Tunisia. Journal of Chelonian Herpetology, vol. 1, no 2, ص. 1-56

(نص كامل).
- Linnaeus, 1758 : نظام الطبيعة (كتاب) per regna tria naturae, secundum classes, ordines, genera, species, cum characteribus, differentiis, synonymis, locis, ed. 10 (نص كامل).
- Pallas, 1814 : Zoographia Rosso-Asiatica. III. Animalia Monocardia seu Frigidi Sanguinis Imperii Rosso-Asiatici. Petropolis, Officina Caes. Academiae Scientiarum, ص. 1-428

.
- Pieh, 2001 : Testudo graeca soussensis, eine neue Unterart der Maurischen Landschildkröte aus dem Sousstal (Südwest-Marokko). Salamandra, vol. 36, no 4, ص. 209–222

(نص كامل).
- Pieh & Perälä, 2002 : Variabilität von Testudo graeca Linnaeus, 1758 im östlichen Nordafrika mit Beschreibung eines neuen Taxons von der Cyrenaika Nordostlibyen). Herpetozoa, vol. 15, no 1/2ص. 3–28

(نص كامل).
- Pieh & Perälä, 2004 : Variabilität der Maurischen Landschildkröten (Testudo graeca Linnaeus, 1758 – Komplex) im zentralen und norwestlichen Marokko mit Beschreibung zweier neuer Taxa (Testudines: Testudinidae). Herpetozoa, vol. 17, no 1/2, ص. 19–47

(نص كامل).